# Bledisloe Cup 1993
Come nel 1985, 1987 e 1989 la Bledisloe Cup viene assegnata con la disputa di un solo match.
| Arbitro: | Derek Bevan |

|                    |      |         |
| Bunce, Fitzpatrick | mt   | Hora    |
|                    | tr   | Kelaher |
| Fox 5              | c.p. | Kelaher |